# Prepona buenavista
Prepona buenavista är en fjärilsart som beskrevs av Le Moult 1932. Prepona buenavista ingår i släktet Prepona och familjen praktfjärilar. Inga underarter finns listade i Catalogue of Life.